# Campionati europei di 470 1995
I Campionati europei di 470 1995 si sono svolti a Båstad, in Svezia, dall'8 al 17 giugno 1995.

## Podi
| Evento        | Oro                                    | Argento                               | Bronzo                                   |
| 470 Open      | Regno Unito John Merricks Ian Walker   | Finlandia Petri Leskinen Mika Aarnika | Germania Ronald Rensch Torsten Haverland |
| 470 Femminile | Ucraina Ruslana Taran Elena Pakholchik | Germania Ines Bohn Sabine Rohatzsch   | Spagna Laura León Viviane Mainemare      |

## Medagliere
| Posiz. | Nazione     | Oro | Argento | Bronzo | Totale |
| ------ | ----------- | --- | ------- | ------ | ------ |
| 1      | Regno Unito | 1   | 0       | 0      | 1      |
| 1      | Ucraina     | 1   | 0       | 0      | 1      |
| 3      | Germania    | 0   | 1       | 1      | 2      |
| 4      | Finlandia   | 0   | 1       | 0      | 1      |
| 5      | Spagna      | 0   | 0       | 1      | 1      |
| Totale | Totale      | 2   | 2       | 2      | 6      |